# 橋部敦子
橋部 敦子（はしべ あつこ、1966年 - ）は、日本のシナリオライター。

## 人物
愛知県名古屋市出身。名古屋市立桜台高等学校を経て学習院女子短期大学卒業後、証券会社に勤務。
その後、小劇場のダンサーをし、舞台で書いたシナリオを痛烈に批判されたため、これをきっかけにシナリオセンターへ通い、1993年に第6回フジテレビヤングシナリオ大賞で『喜びの葡萄』が佳作に選ばれる。1995年、『SMAPのがんばりましょう NAKED BANANAS』でデビュー。
『僕の生きる道』『僕と彼女と彼女の生きる道』『僕の歩く道』の、いわゆる僕シリーズ3部作がいずれもヒットし、名前が知られる。

## 受賞歴
- 第36回ザテレビジョンドラマアカデミー賞[1]
  - 脚本賞（2003年度、『僕の生きる道』）
- 第13回TV-LIFE年間ドラマ大賞[2]
  - 脚本賞（2003年度、『僕の生きる道』）
- 第40回ザテレビジョンドラマアカデミー賞[3]
  - 脚本賞（2004年度、『僕と彼女と彼女の生きる道』）
- 第13回橋田賞[4]
- 第51回ザテレビジョンドラマアカデミー賞[5]
  - 脚本賞（2006年度、『僕の歩く道』）
- 第16回TV-LIFE年間ドラマ大賞[6]
  - 脚本賞（2006年度、『僕の歩く道』）
- 第39回向田邦子賞（2020年度、『モコミ〜彼女ちょっとヘンだけど〜』）[7][8]

## 脚本作品

### ドラマ
- 『Naked Banana』（1995年、フジテレビ系「SMAPのがんばりましょう」内）  出演：SMAP
- 『ピュア』（1996年、フジテレビ系）  出演：和久井映見、堤真一
- 『翼をください!』（1996年、フジテレビ系）出演：内田有紀、反町隆史
- 『おいしい関係』（1996年、フジテレビ系）  出演：中山美穂、唐沢寿明
- 『月の輝く夜だから』（1997年、フジテレビ系）※初の単独脚本作品  出演：江角マキコ、岸谷五朗、上川隆也、木村佳乃
- 『ブラザーズ』（1998年、フジテレビ系）  出演：中居正広、木村佳乃
- 世にも奇妙な物語（フジテレビ系）
  - 春の特別編 (1997年)『私に似た人』（1997年）出演：西村雅彦、安達香代子
  - 春の特別編 (2002年)『夜汽車の男』（2002年）出演：大杉漣
  - '18春の特別編『少年』（2018年）出演：倉科カナ
- 『小市民ケーン』（1999年、フジテレビ系）  出演：木梨憲武、榎本加奈子
- 『救命病棟24時』（第1期：1999年／第2期：2001年、フジテレビ系）  出演：江口洋介、松嶋菜々子
- 『ナースのお仕事』（第3期：2000年／第4期：2002年、フジテレビ系）  出演：観月ありさ、松下由樹
- 『スタアの恋』（2001年、フジテレビ系）  出演：藤原紀香、草彅剛
- 僕シリーズ3部作（関西テレビ／フジテレビ系）
  - 『僕の生きる道』（2003年） 出演：草彅剛、矢田亜希子
  - 『僕と彼女と彼女の生きる道』（2004年、関西テレビ／フジテレビ系） 出演：草彅剛、りょう、小雪、美山加恋
  - 『僕の歩く道』（2006年、関西テレビ／フジテレビ系）  出演：草彅剛、香里奈
- 『百年の恋』（2003年、NHK）  出演：筒井道隆 川原亜矢子
- 連続テレビ小説『ファイト』（2005年、NHK） 出演： 本仮屋ユイカ、緒形直人、酒井法子、田村高廣
- 『いのちのいろえんぴつ』（2008年3月22日放送、テレビ朝日系）出演：国分太一、藤本七海
- 『Around40〜注文の多いオンナたち〜』（2008年、TBS系） 出演：天海祐希、藤木直人
- フジテレビ開局50周年記念ドラマ『不毛地帯』（2009年 - 2010年、フジテレビ系）主演：唐沢寿明
- 『フリーター、家を買う。』（2010年、フジテレビ系） 出演：二宮和也、香里奈
- 『ブルドクター』（2011年、日本テレビ） 出演：江角マキコ、石原さとみ、稲垣吾郎、志田未来
- 『遅咲きのヒマワリ〜ボクの人生、リニューアル〜』（2012年、フジテレビ系） 出演：生田斗真、真木よう子
- 24時間テレビ36ドラマスペシャル 『今日の日はさようなら』（2013年、日本テレビ系）出演：大野智、深田恭子、岸本加世子、三浦友和
- 『僕のいた時間』（2014年、フジテレビ系） 出演：三浦春馬、多部未華子、斎藤工
- おやじの背中『父の再婚、娘の離婚』（2014年、TBS系）出演：國村隼、尾野真千子、桐谷健太、中田喜子
- 『ゴーストライター』（2015年、フジテレビ）出演：中谷美紀、水川あさみ
- 新春スペシャルドラマ『坊っちゃん』（2016年1月3日、フジテレビ系）出演：二宮和也、古田新太
- 『フラジャイル』（2016年、フジテレビ系）出演：長瀬智也、武井咲
- 『A LIFE〜愛しき人〜』（2017年、TBS）出演：木村拓哉、竹内結子[9]
- 『僕らは奇跡でできている』（2018年、カンテレ/フジテレビ系）出演：高橋一生
- 『知ってるワイフ』（2021年、フジテレビ系）出演：大倉忠義、広瀬アリス
- 『モコミ〜彼女ちょっとヘンだけど〜』（2021年、テレビ朝日）出演：小芝風花
- 『半径5メートル』（2021年、NHK）出演：芳根京子、永作博美
- 『津田梅子〜お札になった留学生〜』（2022年、テレビ朝日）出演：広瀬すず
- 『6秒間の軌跡〜花火師・望月星太郎の憂鬱』（2023年、テレビ朝日）出演：高橋一生、橋爪功、本田翼
  - 『6秒間の軌跡〜花火師・望月星太郎の2番目の憂鬱』（2024年、テレビ朝日）出演：高橋一生、橋爪功、本田翼、宮本茉由
- 『ゆりあ先生の赤い糸』（2023年、テレビ朝日）出演：菅野美穂
- 『モンスター』（2024年、関西テレビ・フジテレビ）出演：趣里、ジェシー、古田新太

### 映画
- 『すべては君に逢えたから』（2013年、ワーナー・ブラザース映画）出演：玉木宏、木村文乃、本田翼
- 『青天の霹靂』（2014年、東宝）出演：大泉洋、柴咲コウ、劇団ひとり
- 『幕末高校生』（2014年、東映）出演：玉木宏、石原さとみ

## 著書
- Nakedbananas〜SMAPのがんばりましょう（田村章と共著、フジテレビ出版・扶桑社、1995年6月発売、ISBN 4594017630）
- 世にも奇妙な物語 小説の特別編 遺留品（角川ホラー文庫、勝栄・中村樹基・山内健司と共著。橋部は2002年秋の特別編で放送された「夜汽車の男」。）